# Ko Ping-chung
Ko Ping-chung (auch Ko Pin-chung; * 18. September 1995) ist ein taiwanischer Poolbillardspieler. Er wurde 2019 Weltmeister in der Disziplin 10-Ball.

## Karriere
Im Alter von 10 Jahren begann Ko Ping-chung mit dem Billardspielen. Im November 2010 machte er erstmals international auf sich aufmerksam, als er ins Finale der All Japan Open einzog. Er verlor dieses jedoch gegen den Deutschen Thorsten Hohmann.
Im Mai 2011 erreichte er bei der 10-Ball-WM erstmals die Finalrunde einer Herren-Weltmeisterschaft und verlor in der Runde der letzten 64 nur knapp gegen Darren Appleton mit 8:9.
Bei der 9-Ball-WM 2011 schied er bereits in der Vorrunde aus.
Im Juli 2013 kam Ko bei den US Open im 8-Ball und bei den US Open im 10-Ball jeweils auf den 25. Platz. Im November gelang es ihm, durch einen 8:5-Sieg im Finale gegen den Polen Sebastian Batkowski Junioren-Weltmeister zu werden.
Bei der 9-Ball-WM 2014 schied Ko Ping-chung in der Vorrunde aus. Einen Monat später wurde er bei der CSI Invitational 10-Ball Championship Zweiter und gewann die CSI Invitational 8-Ball Championship im Finale gegen Shane van Boening. Beim Manny Pacquiao Cup erreichte er im 10-Ball-Doppel gemeinsam mit seinem älteren Bruder Ko Pin-yi den dritten Platz. Im Februar 2015 erreichte Ko das Halbfinale der 10-Ball-WM und schied dort gegen seinen Bruder aus, der anschließend Weltmeister wurde. Bei der 9-Ball-WM 2015 erreichte er ebenfalls das Halbfinale und unterlag dort Shane van Boening mit 1:11. Im November 2015 gelang ihm beim Steinway Classic der Einzug ins Finale, das er jedoch gegen seinen Landsmann Chang Yu-Lung verlor.
Bei der 9-Ball-Weltmeisterschaft 2016 schied er im Viertelfinale mit 10:11 gegen den Kanadier Alex Pagulayan aus.
Im Juli 2019 wurde Ko Ping-chung in Las Vegas Weltmeister im 10-Ball und löste damit seinen Bruder Ko Pin-yi ab. Im Finale setzte er sich mit 10:7 gegen den Deutschen Joshua Filler durch.
2011 bildete Ko Ping-chung gemeinsam mit Ko Pin-yi das taiwanische Team, das beim World Cup of Pool im Halbfinale gegen die Thailänder Nitiwat Kanjanasri und Kobkit Palajin ausschied.

## Erfolge
- Junioren-Weltmeister: 2013
- CSI Invitational 8-Ball Championship: 2014
- WPA-10-Ball-Weltmeisterschaft: 2019
- Sieger US Open Pool Championship 2023